# Syndactyla
Syndactyla is een geslacht van zangvogels uit de familie van de ovenvogels (Furnariidae).

## Soorten
Het geslacht omvat de volgende acht soorten:
- Syndactyla dimidiata – Roestrugbladspeurder
- Syndactyla guttulata – Gevlekte bladspeurder
- Syndactyla roraimae – Witkeelbladspeurder
- Syndactyla ruficollis – Roodnekbladspeurder
- Syndactyla rufosuperciliata – Geelbrauwbladspeurder
- Syndactyla striata – La-Pazkrombekbladspeurder
- Syndactyla subalaris – Gestreepte bladspeurder
- Syndactyla ucayalae – Ucayalibladspeurder